# THE 作業系統
THE 作業系統（英語：THE Operation System），又稱THE 多工程式系統（英語：THE multiprogramming system），由荷蘭計算機科學家艾茲赫爾·戴克斯特拉所設計、開發的作業系統。在1965年至1966年間，設計出系統模型，並在1968年發表。它的名稱來自於埃因霍温理工大学的前身，埃因霍温技术学校（荷蘭語：Technische Hogeschool Eindhoven，THE），它的縮寫。
THE是批次處理系統，支持多工程式，但是不支持多用戶，只能供單一用戶使用。